# Sindur

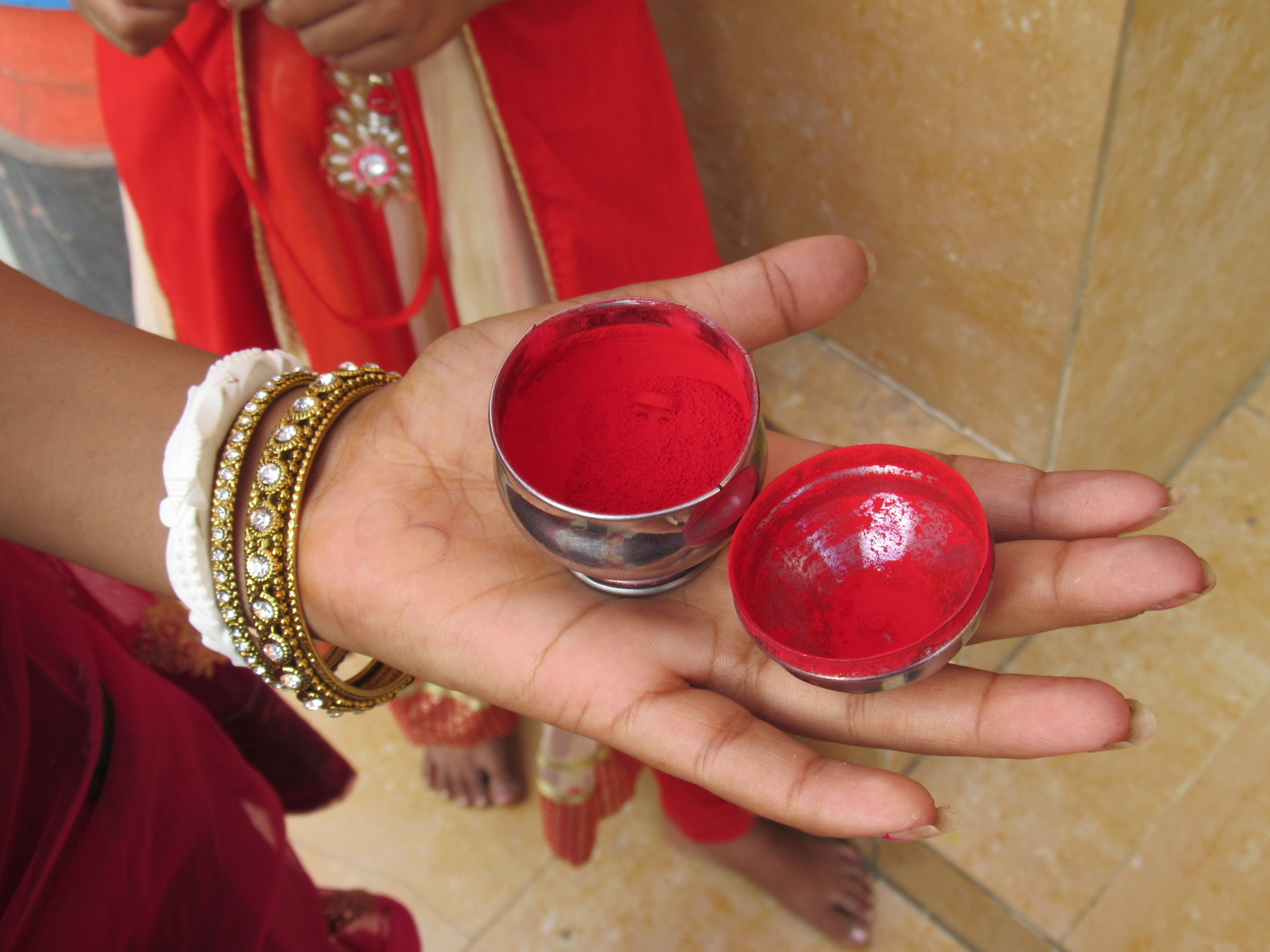
Sindur

El sindur o sinduram són pólvores cosmétiques de color vermell o taronja (a causa del vermelló) tradicionals de l'Índia. Dones casades solent utilitzar-lo en la línea on és parteix el cabell. En moltes comunitats hindús és reservat a la dona casada. Les vídues no el poden portar i padeixen moltes discriminacions. Crítiques modernes hi veuen un símbol de discriminació de gènere, símbol que la dona casada té un propietari.
Generalment, el component principal tradicional és la cúrcuma. El sindur comercial conté colorants sintètics i productes químics, alguns dels quals poden contenir mercuri i plom tòxics.

## Aplicació del sindur

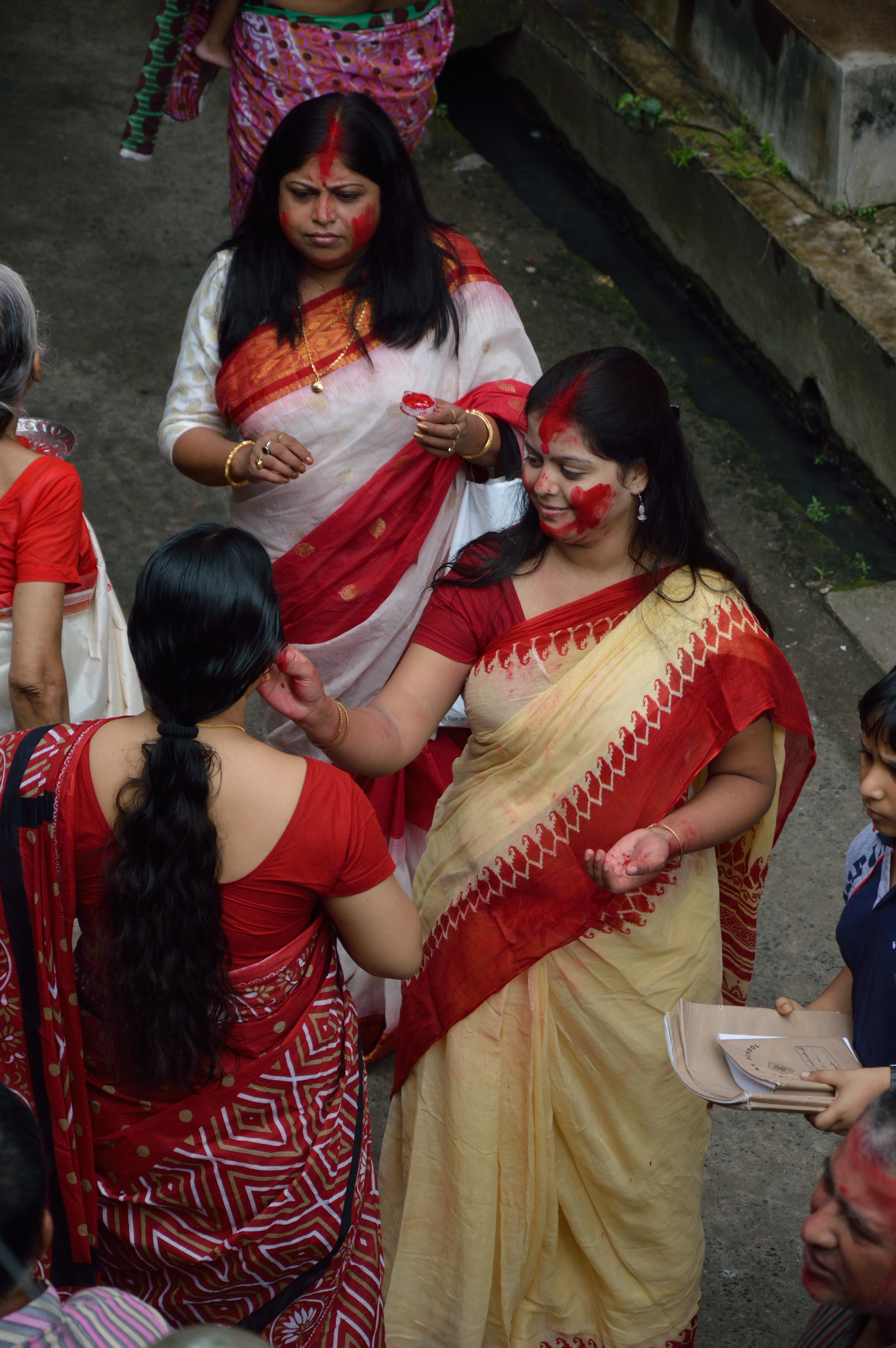
Dones aplicant-se sindur

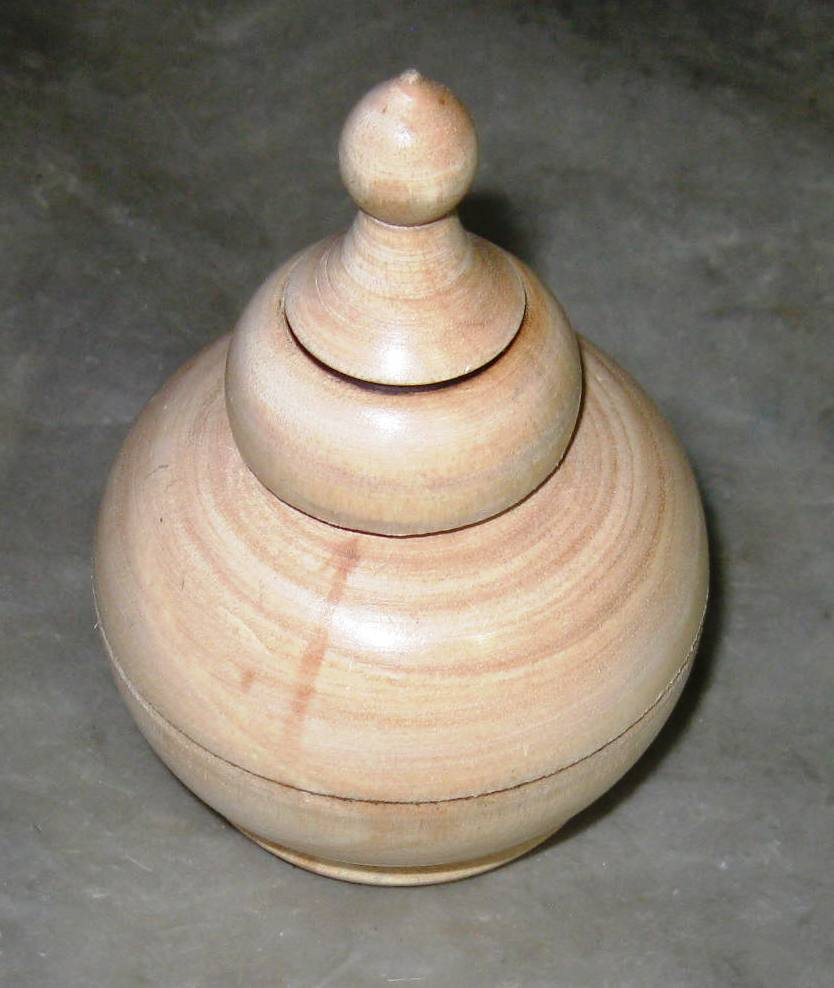
Capsa de fusta Sindoor (Vermell)

Tradicionalment s'aplica al començament o en tota la línea divisoria del pentinat (també anomenat maang) o com un punt al front («bindi» en hindi). En l'hinduisme el sindur és la marca de les dones casades. Les solteres poden portan un punt que pot ser de diferents colors, però no s'apliquen sindur. Les vídues no en porten i sovint viuen marginades després d'un ritual de repudiament.
La primera aplicació del sindur en una dona, la realitza el seu marit el dia del seu casament una cerimònia que es diu daanam. Després, és ella qui s'aplica les pólvores cada dia. Un altre ritual similar s'anomena pasupu kumkuma. El nom prové d'un sinónim de sindur, el kumkuma.
El moment quan es treu el sindur és molt traumàtic per a les vídues. Hi ha moltes cerimònies i rituals associats a aquesta pràctica. La més comuna, consisteix en el fet que la sogra o una cunyada més gran que la dona el retiri. La vídua, a més a més de retirar-se el sindur, haurà de trencar els seus braçalets i eliminar el seu bindi, i en molts casos, també els anells que porti al nas i als peus. Molt sovint, després d'aquest ritual, és repudiada per les famílies i ha de viure allunyada de la societat, sense possibilitats de refer-se una nova vida. confinades en un estatus d'invisibilitat social i despersonalització. La línea vermella del sindur representa, simbòlicament, un riu de sang ple de vida que segons la concepció religiosa es tornaria sec i estèril quan mor l'espós. Aquests rituals encara prevalen a zones rurals i els duen a terme totes les castes o rangs socials.
L'aplicació del sindur depèn de la decisió personal i dels costums regionals. Moltes dones joves es pinten tota la línea divisoria, mentre que d'altres només es pinten un punt al començament i final de la línea. Actualment, està molt de moda entre les dones joves pintar-se un triangle que neixi de la ratlla dels cabells fins al nas, decorat, generalment, amb un diamant al mig.

## Hinduisme

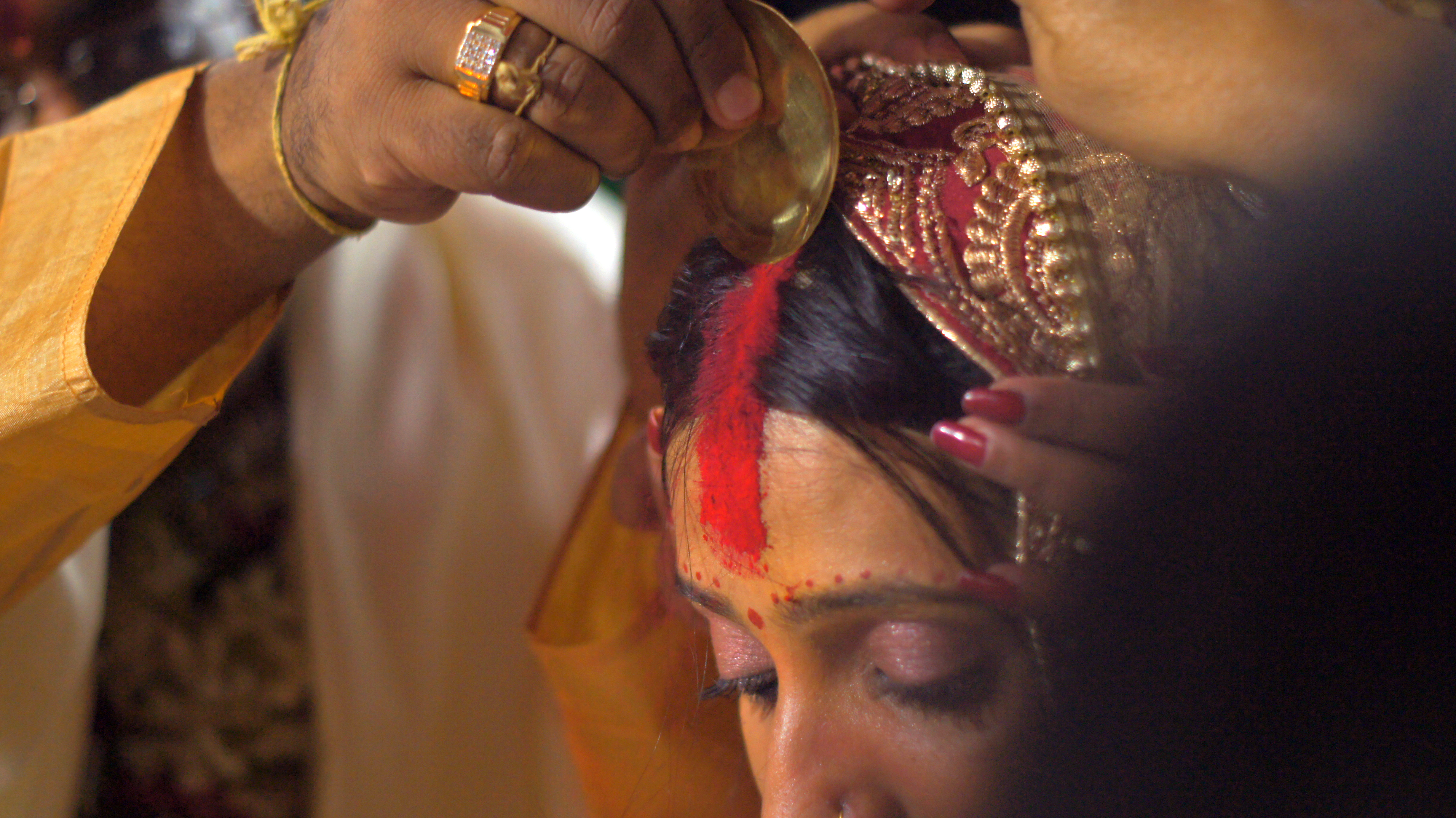
El ritual d'aplicació del sindur és un pas molt important en un casament hindú

Figures femenines que s'han trobat en excavacions a Mehrgarh, Balutxistan suggereixen que l'aplicació del sindur ja s'utilitzava en la cultura Harappa. Segons les llegendes, Radha, l'esposa de Krixna va convertir el kumkum en un disseny en forma de flama sobre el seu front.
Al famós poema épic Mahabharata, Draupadi, l'esposa de Pandaves se'l va treure pel disgust i la desesperació que va sentir després del que va passar a Hastinapur. L'ús del sindur és sovint mencionat en les puranes: Lalita Sahasranama i Soundarya Lahari.
Les dones jains a les ciutats solen utilitzar-lo tot i que a les monjes jains està prohibit sigui a la línea dels cabells com al front. En aquesta cultura l'aplicació del sindur és molt important, ja que indica l'estat matrimonial de la noia. El sindur és essencial en la cultura i tradició hindú. Durant el segle xix, el corifeu sufi Sharafuddin Maneri va encoratjar les dones musulmanes aplicar-se el sindur. Va ser severament condemnat pels moviments reformistes.

## Composició i toxicitat

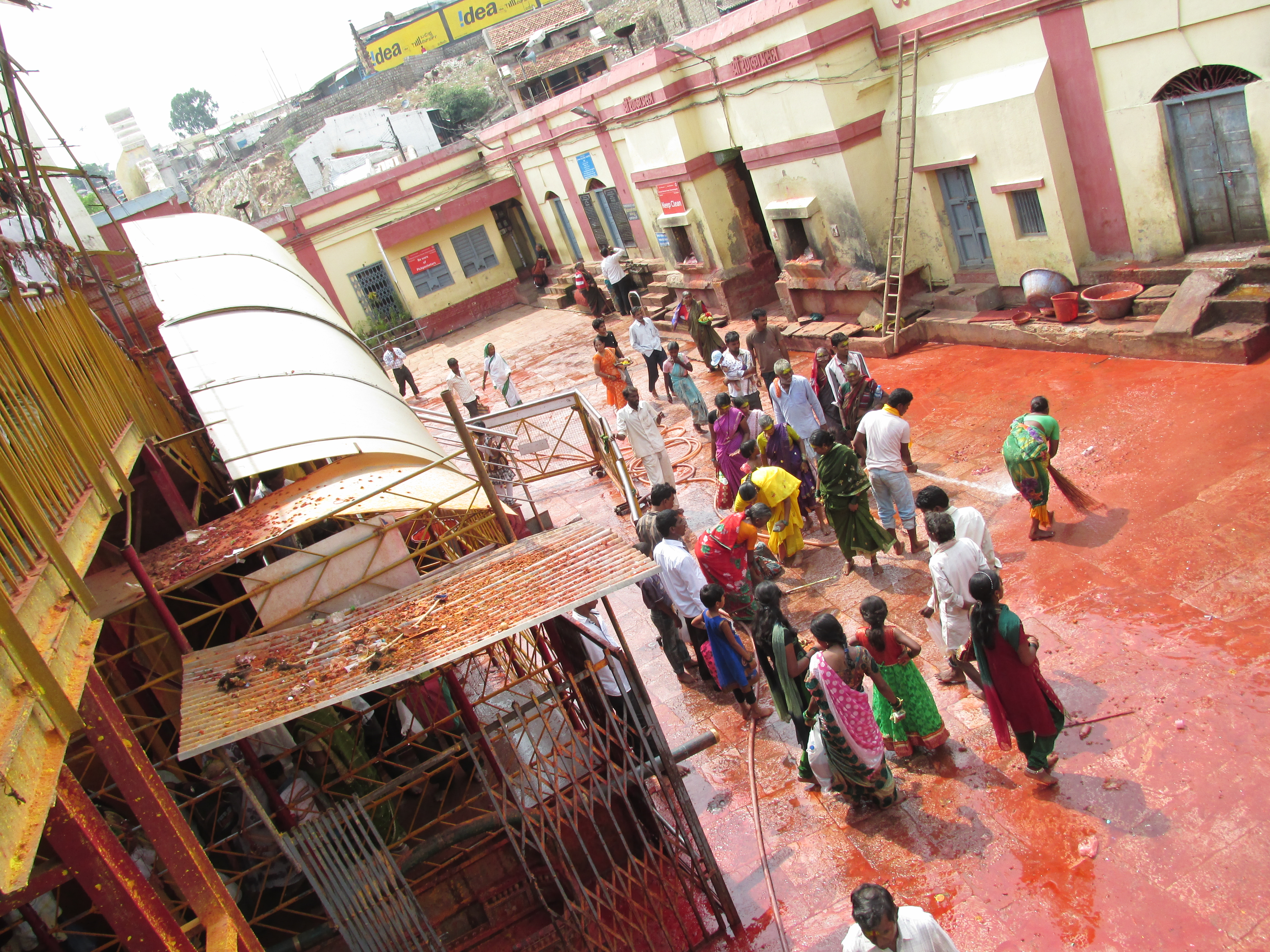
Durant les celebracions hindús els temples i carrers es tenyeixen de vermell

El sindur modern utilitza, generalment, el vermelló, un pigment de color taronja vermellós. El vermelló és la forma purificada del cinabri, que es una manera d'anomenar el sulfur de mercuri (HgS). Com el vermelló conté components del mercuri, és tòxic i s'ha de manipular amb cura. A vegades també s'afegeix el mini o plom vermell, un òxid de plom inorgànic igualment tòxic per humans a més de ser cancerigen en animals.
El sindur tradicional, en canvi, està fet de cúrcuma i d'alum o òxid de calci, a part d'altres herbes. Al contrari del tetraòxid de plom i el vermelló, aquests ingredients no són tòxics.
A principis del 2008 les denuncies per l'alt contingut de plom van fer que l'Administració d'Aliments i Fàrmacs dels Estats Units, retirés lots de sindur del mercat.